# Breedstraat (Utrecht)
De Breedstraat is een straat in het centrum van de Nederlandse stad Utrecht. De circa 250 meter lange straat is gelegen tussen de Wijde Begijnestraat en de Jacobijnenstraat, waar hij in overgaat. Daar bevindt zich ook de Predikherenstraat, die deze beide straten kruist.
Er zijn twee zijstraten die op de Breedstraat uitkomen en tegenover elkaar liggen, de Korte Lauwerstraat en de Hardebollenstraat met tussen deze beide straten in een waterpomp.
Deze straat heeft meerdere monumentale panden die onder meer op de lijst van rijksmonumenten in Utrecht staan. Door de bomen en geparkeerde auto's midden in de straat oogt de straat smaller dan het werkelijk is.
Deze straat is niet alleen bekend door de lapjesmarkt die er elke zaterdag wordt gehouden, maar ook vanwege het arbeidsbureau die hier vroeger zat, alsook dansschool Cor Zegers waar mening Utrechter op heeft gezeten − een katholiek bolwerk volgens barpersoneel van de toenmalige dansschool. Ook stond deze straat bekend vanwege Drukkerij J. van Boekhoven die hier jaren gevestigd is geweest (deze is in 1975 verbouwd tot wooneenheden). De Katholieke Bond van Overheidspersoneel (K.A.B.O.) was gevestigd in de Breedstraat in de jaren 1970.

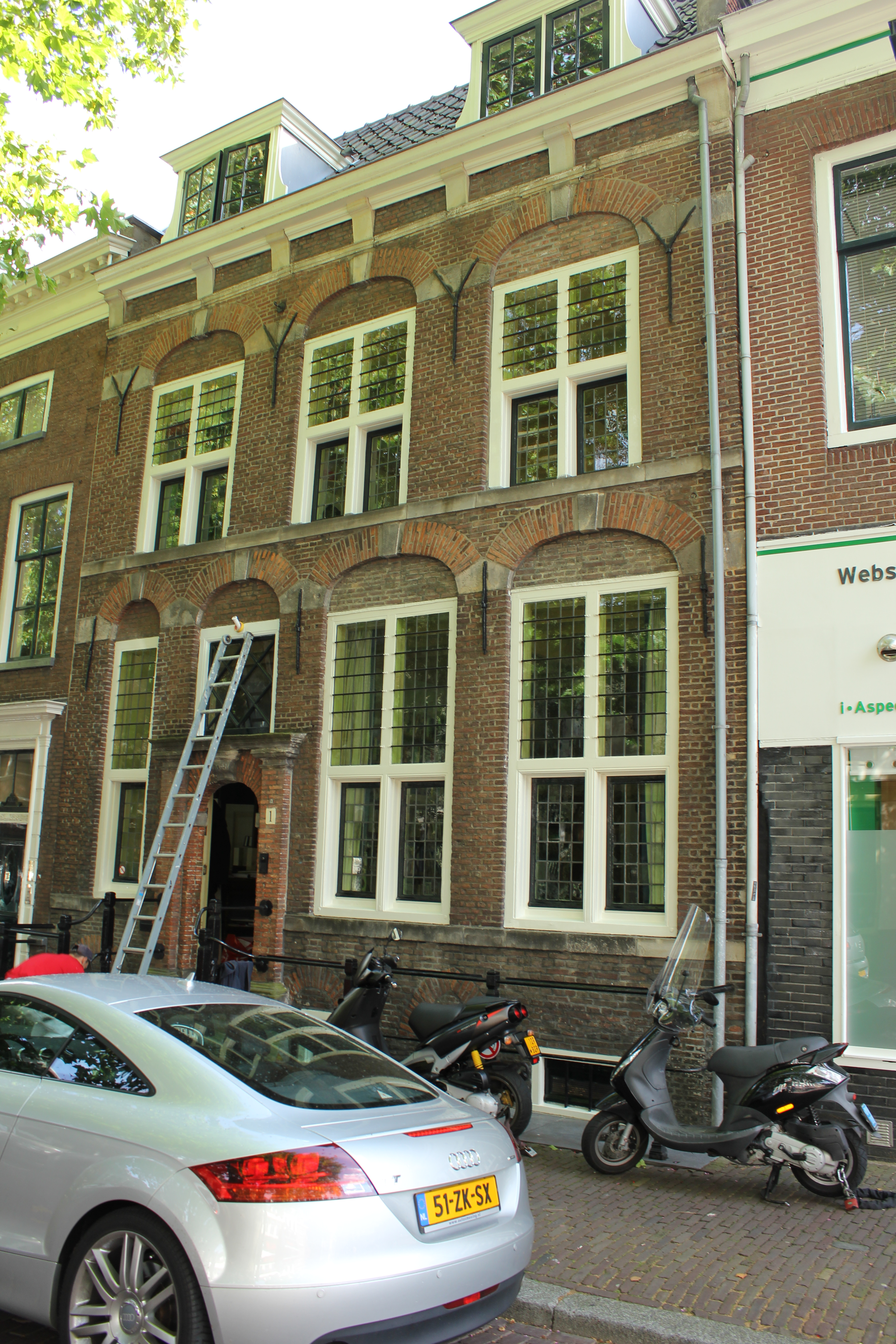
Breedstraat 1
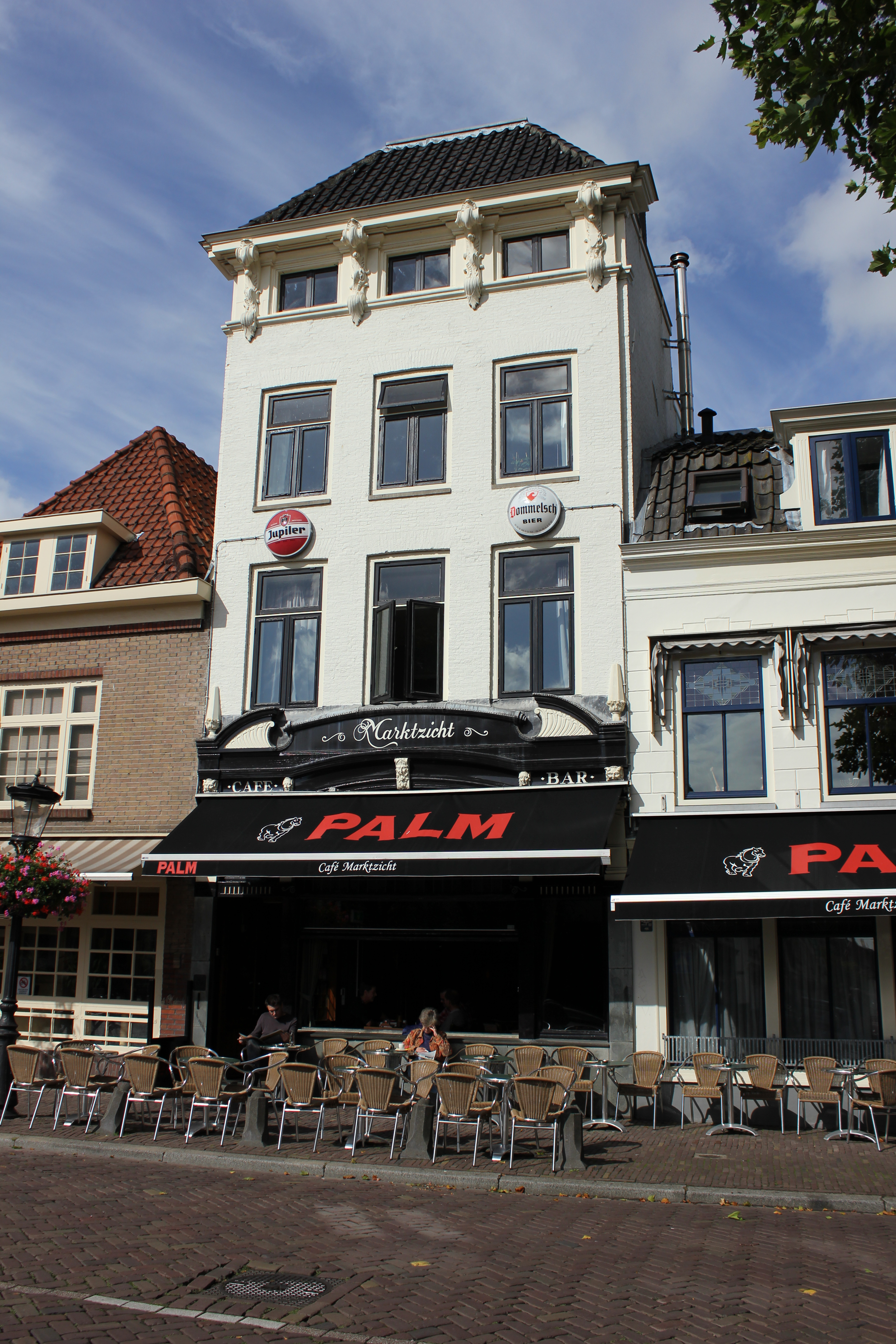
Breedstraat 4
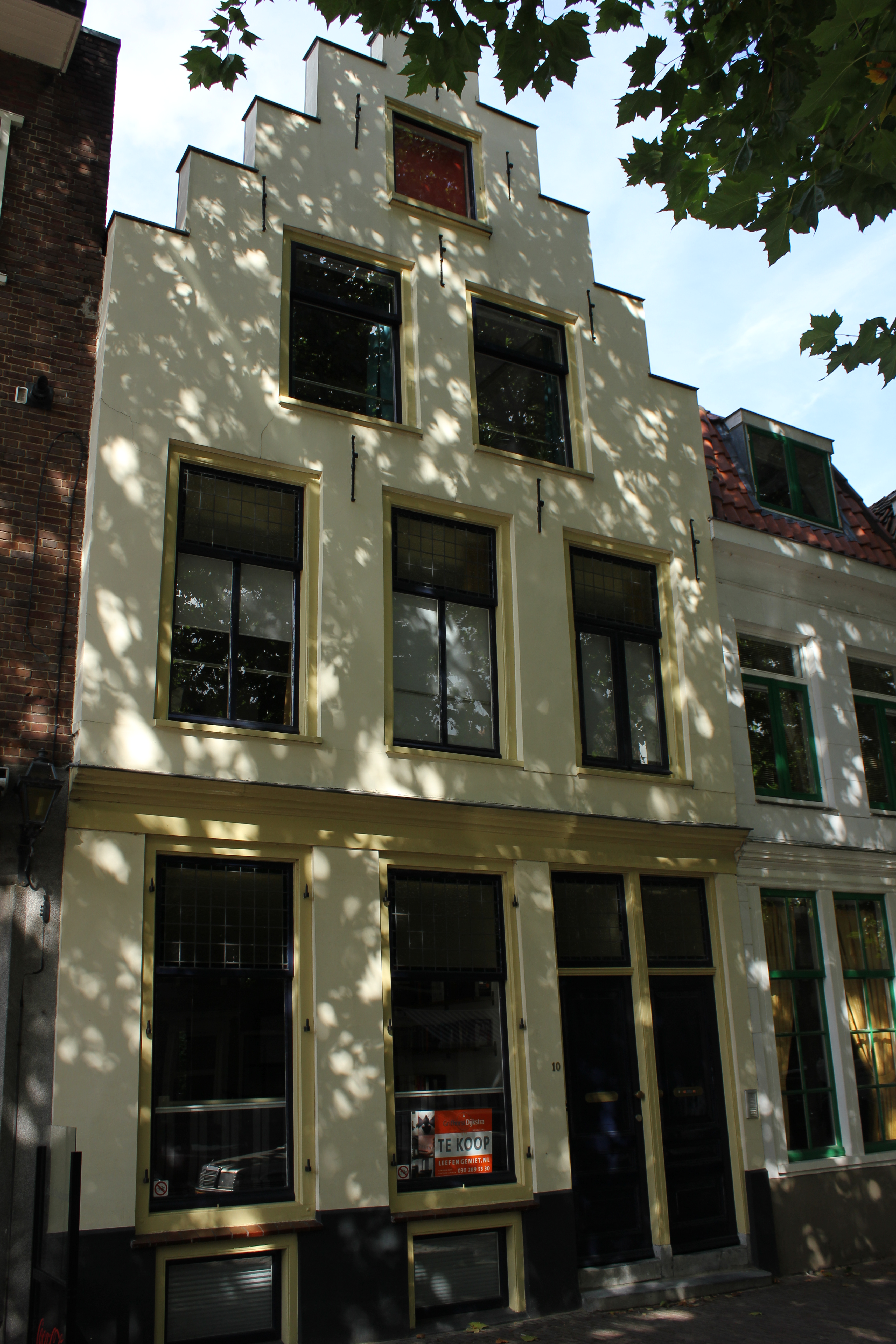
Breedstraat 10
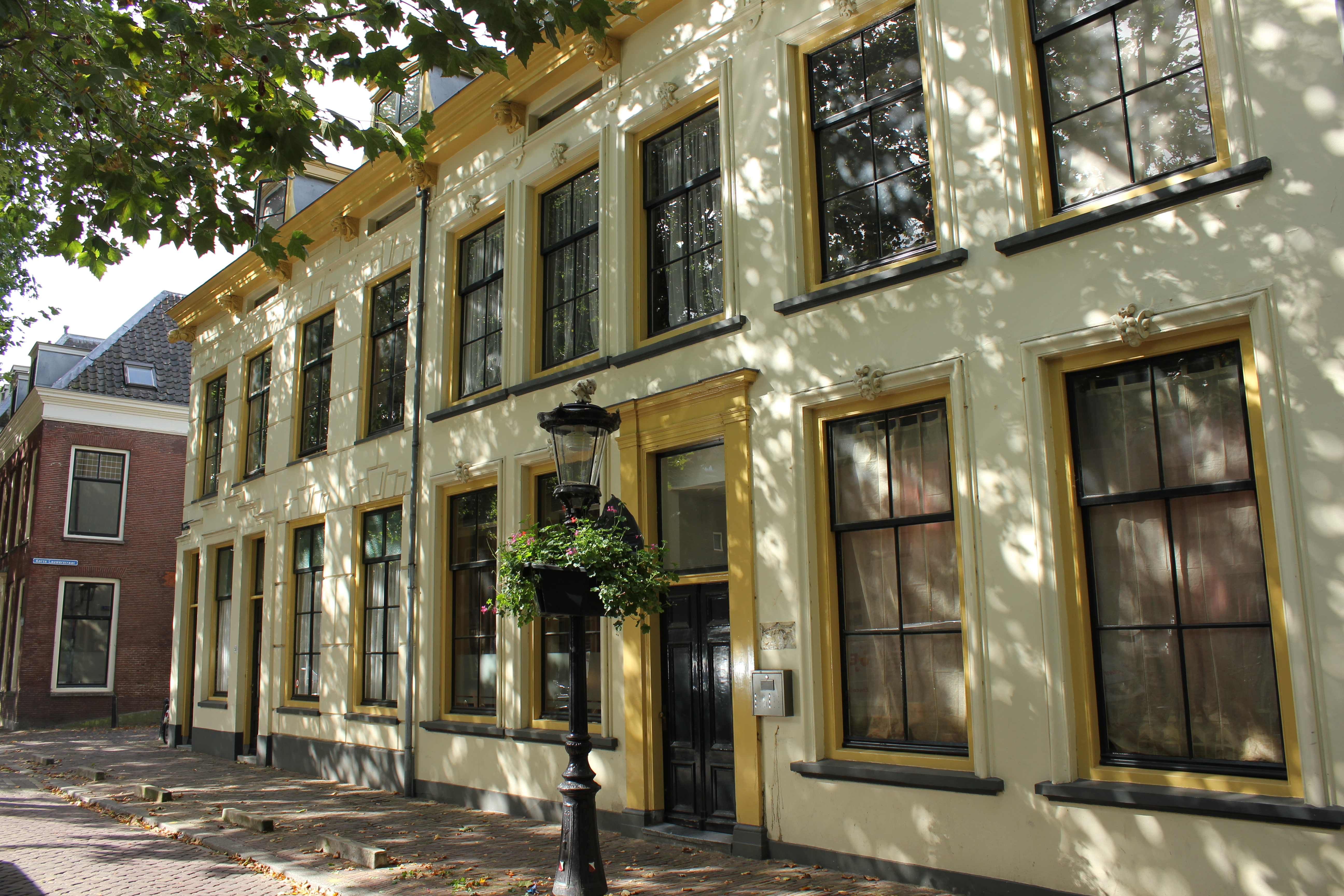
Breedstraat 24A
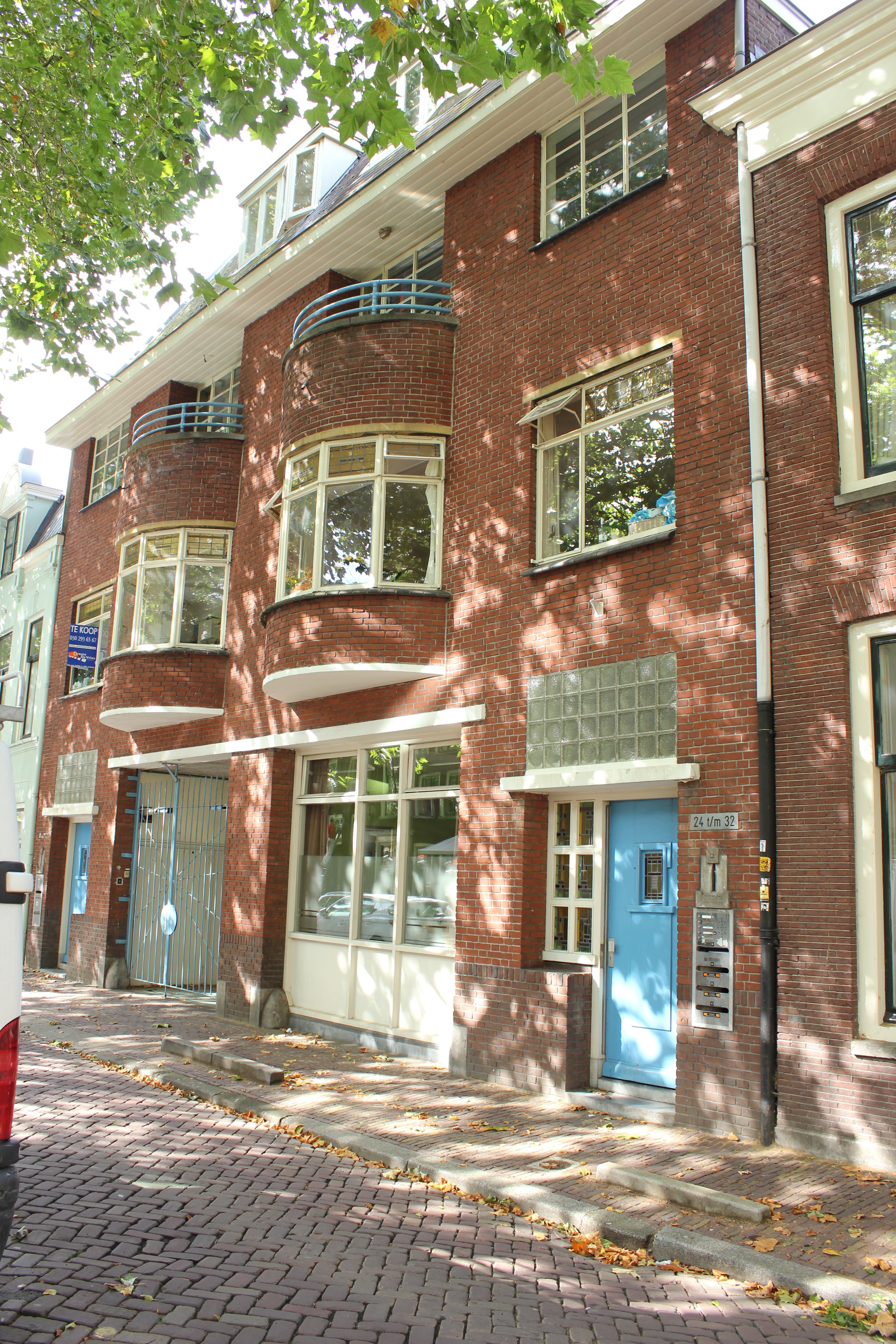
Breedstraat 60
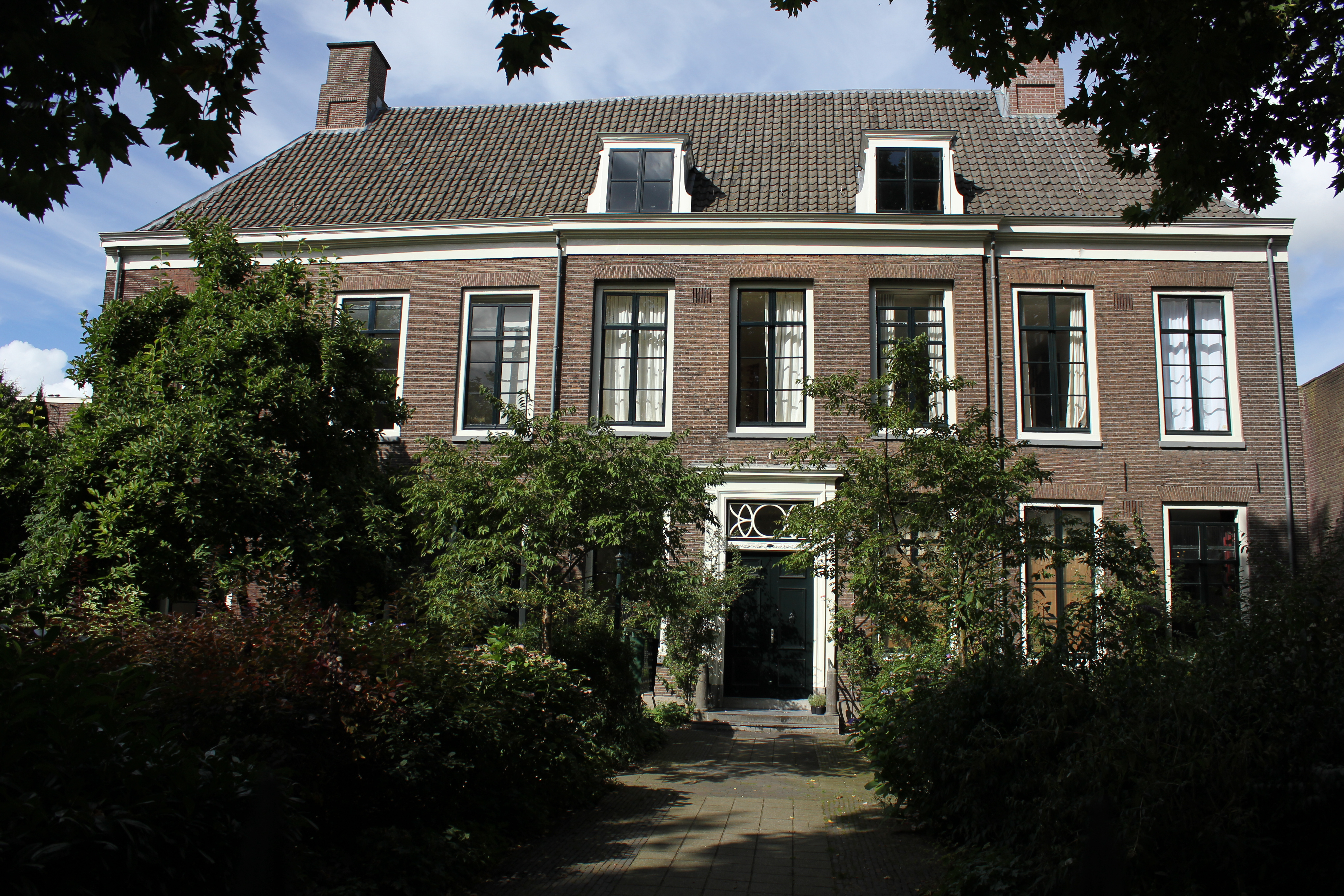
Breedstraat 76, het voormalig Gewestelijk Arbeidsbureau
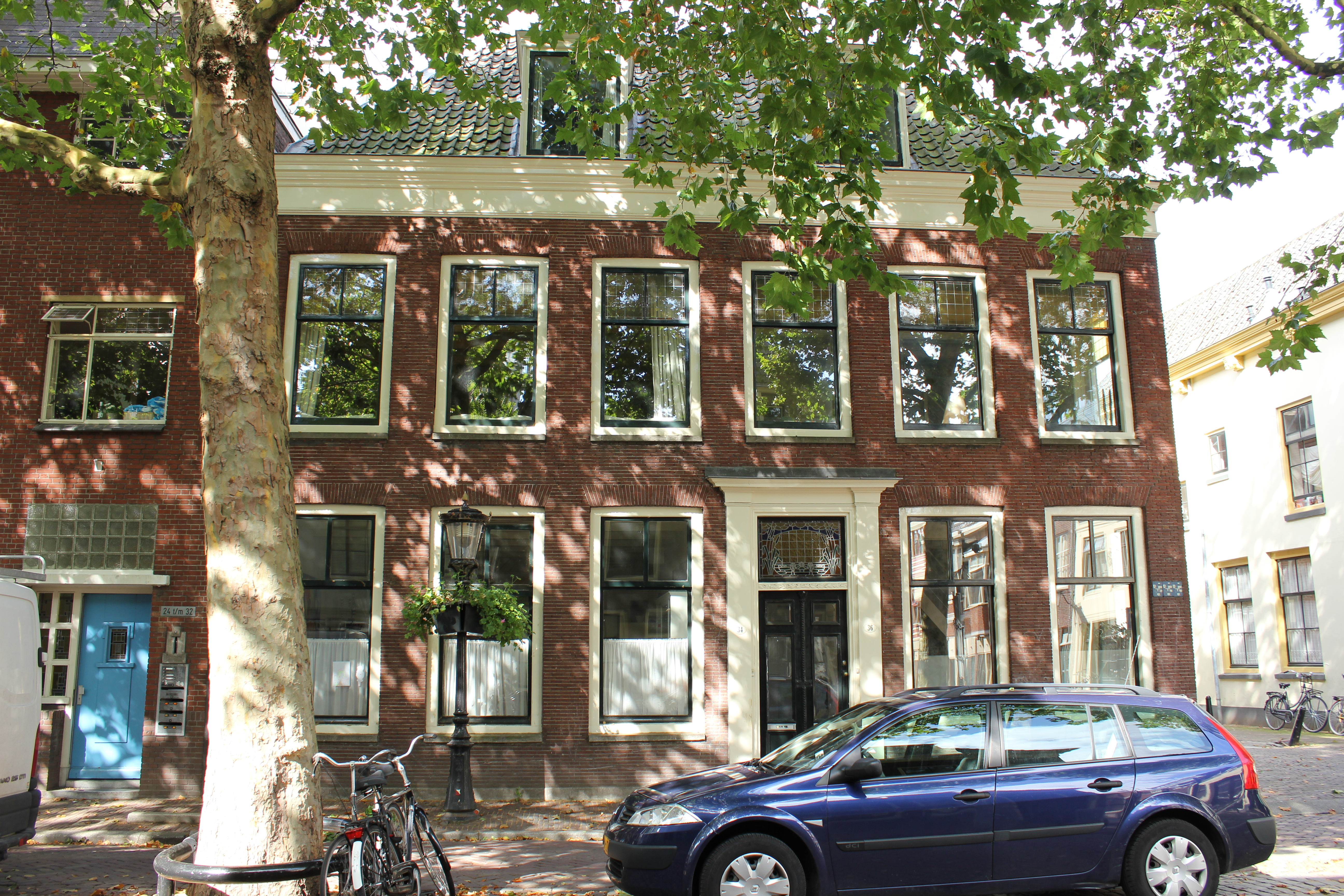
Breedstraat 33